# Bridge Road Cemetery
Als Bridge Road Cemetery wird ein historischer Friedhof in Eastham im Bundesstaat Massachusetts der Vereinigten Staaten bezeichnet. Er wurde von 1754 bis 1933 für Beerdigungen genutzt und 1999 in das National Register of Historic Places eingetragen.

## Beschreibung
Der Friedhof liegt an der namensgebenden Bridge Road in Eastham, die sich als älteste Stadt am Lower Cape Cod vom Atlantischen Ozean im Osten bis zur Cape Cod Bay im Westen erstreckt und von Wellfleet im Norden bzw. Orleans im Süden begrenzt wird. Der Friedhof besitzt einen nahezu rechteckigen Grundriss und umfasst eine Fläche von 1,4 Acres (0,6 ha). Er ist lediglich zur Straße hin durch einen Zaun begrenzt, während die anderen Seiten offen gestaltet sind und der Grundstücksverlauf lediglich durch einige Bäume erkennbar wird. Auf den Nachbargrundstücken stehen Wohnhäuser, die in der lokalen Wachstumsphase nach dem Zweiten Weltkrieg errichtet wurden.
Der älteste Grabstein auf dem 1720 errichteten Friedhof stammt aus dem Jahr 1754, was vermutlich daran liegt, dass bis 1770 noch der ältere Cove Burying Ground für Beerdigungen genutzt wurde. Der Bridge Road Cemetery wurde analog dazu bis 1886 genutzt, obwohl bereits 1830 ein dritter Friedhof angelegt worden war. Er markiert als eines der letzten beiden noch erhaltenen Bauwerke das Stadtzentrum des 18. und frühen 19. Jahrhunderts. Auf dem Friedhof sind viele Personen bis heute bekannter Familien begraben, die in der Stadt- und Regionalgeschichte eine Bedeutung erlangt haben.
Die meisten Grabsteine bestehen aus Schiefer, das während der Kolonialzeit für Grabsteine in Neuengland nahezu ausschließlich verwendet wurde. Die übrigen wurden aus Sandstein, Kalkstein und Marmor hergestellt. In ihrer Gesamtheit bieten die Grabsteine des Friedhofs einen guten Überblick über die Kunst- und Stilrichtungen von der Mitte des 18. bis zur Mitte des 19. Jahrhunderts.
Der jüngste Grabstein stammt aus dem Jahr 1933, obwohl der Friedhof eigentlich nur bis 1886 für Beerdigungen genutzt worden war. Er markiert das Grab von Emily Carter Alexander, geboren am 22. Mai 1855 in Arisaig, Schottland, gestorben am 22. August 1933 am Nauset Light.